# Viktória FC-Szombathely
A Viktória FC egy magyar női labdarúgócsapat. Székhelye Szombathelyen található. Kétszeres magyar bajnok és háromszoros kupagyőztes.

## Története

### Az egyesület nevei
A klub fennállása során több alkalommal is nevet változtatott. Ezek a következők voltak:
- 1993–?: Viktória FC
- ?–2006: WHC Viktória FC
- 2006–: Viktória FC-Szombathely
- 2017–: Haladás-Viktória FC

## Eredmények
- Magyar bajnokság
  - bajnok (2): 2003–04, 2008–09
  - ezüstérmes (6): 2004–05, 2006–07, 2007–08, 2009–10, 2010–11, 2011–12
  - bronzérmes (5): 2001–02, 2002–03, 2005–06, 2015–16, 2016–17
- Magyar kupa
  - győztes (3): 2008, 2009, 2011
  - döntős (2): 2012, 2022

## Nemzetközi kupaszereplések

### UEFA-bajnokok ligája
| Szezon  | Forduló    | Klub             | 1. mérk. | 2. mérk. | Össz. |
| ------- | ---------- | ---------------- | -------- | -------- | ----- |
| 2004–05 | csoportkör | Pärnu JK         | 4–0      | 4–0      | 4–0   |
| 2004–05 | csoportkör | Codru Anenii Noi | 1–1      | 1–1      | 1–1   |
| 2004–05 | csoportkör | Babrujcsanka     | 1–3      | 1–3      | 1–3   |
| 2009–10 | legjobb 32 | Bayern München   | 0–5      | 2–4      | 2–9   |

## Játékoskeret
2023. augusztus 13-tól
| #  |     | Poszt | Név                 |
| -- | --- | ----- | ------------------- |
| 1  | HUN | K     | Kollár Panna        |
| 12 | HUN | K     | Dobó-Nagy Boglárka  |
| 2  | HUN | V     | Novák Luca          |
| 3  | HUN | V     | Gravencz Gréta      |
| 5  | ROM | V     | Anita Kis           |
| 6  | HUN | V     | Szil Tünde          |
| 9  | HUN | V     | Tímea Feketevíziová |
| 15 | HUN | V     | Pintér Tekla        |
| 17 | HUN | V     | Hécz Zsuzsanna      |
| 21 | HUN | V     | Szalay Júlia        |
| 30 | HUN | V     | Csejtei Emília      |
| 4  | HUN | KP    | Szabó Fanni         |
| 8  | HUN | KP    | Urbán Viktória      |

| #  |     | Poszt | Név                  |
| -- | --- | ----- | -------------------- |
| 10 | HUN | KP    | Vesztergom Bettina   |
| 13 | HUN | KP    | Varga Barbara        |
| 14 | HUN | KP    | Kovács Virág         |
| 16 | ROM | KP    | Nagy Dorottya        |
| 18 | ROM | KP    | Ana Maria Vlădulescu |
| 19 | HUN | KP    | Csáki Eszter         |
| 25 | HUN | KP    | Kováts Anna          |
| 7  | HUN | CS    | Nagypál Fatima       |
| 11 | HUN | CS    | Varró Veronika       |
| 20 | HUN | CS    | Csizmadia Zsófia     |
| 23 | HUN | CS    | Németh Adél          |
| 24 | JAM | CS    | Marlo Sweatman       |
| 31 | HUN | CS    | Németh Mirtill       |

## Korábbi híres játékosok
| - Bezsenyi Júlia - Bauer Ágota - Bíró Barbara - Bogdányi Evelin - Borbély Otília - Czuder Ágnes - Csidei Klaudia - Danné Varga Tünde - Dénes Dorottya - Dömötör Katalin - Fehér Nikolett - Fenyvesi Judit - Ferencsik Evelin - Földes Fanni - Fördős Beatrix - Görög Emese - Gyöngyösi Alexandra - Harsányi Andrea - Horti Boglárka - Horváth Bettina - Horváth Ildikó - Horváth Lilla - Horváth Nóra - Horváth Teodóra - Iván Viktória - Jakab Réka - Kaczmarski Ágnes - Kenikker Beáta - Kovács Eszter - Krenács Lilla | - Kun Barbara - Lukács Kinga - Lukács Lívia - Markó Edina - Marsai Nikoletta - Megyeri Boglárka - Nagy Bianka - Nagy Dóra - Nagy Hedvig - Nagy Tímea - Nagy Vanessza - Nemes Krisztina - Nemes Nóra - Németh Árpádné - Németh Zsófia - Németh Veronika - Orbán Szandra - Papp Dóra - Papp Eszter - Papp Tamara - Pas Alexandra - Péter Zsanett - Pintér Hedvig - Pulai Lilla - Rába Anita - Rácz Zsófia - Schildkraut Fruzsina - Siklér Kinga - Sipos Lilla - Soós Adrienn | - Szabó Erika - Szajlai Julianna - Szakonyi Emese - Szalkai Rita - Szanyi Katalin - Szarvas Alexandra - Széles Viktória - Szórádi Nikolett - Szuh Erika - Szvorda Melinda - Takács Nikoletta - Tájmel Veronika - Tálosi Szabina - Tischler Fruzsina - Tóth Adrienn - Tóth Alexandra - Tóth Enikő - Tóth Gabriella - Tóth Klaudia - Tóth Zsaklin - Törteli Anikó - Várkonyi Orsolya - Vörös Viktória - Weisz Szilvia - Jelena Koprena - Heike Manhart - Gődér Brigitta - Herczeg Andrea - Eva Martínez Gil - Camila Baccaro |